# 鹿寮里 (臺中市)
鹿寮里位於臺灣臺中市沙鹿區西北部，人口約9千6百多人。

## 地名由來
早期漳泉州人來渡海入臺開墾大肚山鹿寮山麓，臺灣各地早期鹿群繁多先民初期以農耕畜牧為主，依山路搭建簡單的寮舍（鹿仔寮），因叫做鹿寮。

## 歷史
早期以陳姓、柯姓、白姓開墾。早期山丘畜牧與旱作與平原水耕為生，大清帝國末期已有「九萬十八千」的美譽，家財上萬元的有九戶，千元以上的有十八戶。
戰後初期以碎布加工發至今成為全台成衣製造與批發的主要所在地，全盛時期約有 56百家加工廠，多集中於光榮街、光正街、福安街及成功東街一帶(舊稱文化莊)，批發市場則多集中於中山路兩旁的錦華街、萊衣街一帶（現鹿寮成衣批發商圈）。

## 人口
根據臺中市政府民政局統計，2024年底鹿寮里戶數約3.4千戶，人口約9.6千人，在沙鹿區各里中人口排行第三多，次於三鹿里與竹林里。